# 洛雷托 (安科纳省)
洛雷托（義大利語：Loreto）是義大利安科納省的市鎮。總面積17.69平方公里，人口12,810人，人口密度720人/平方公里（2017年）。
洛雷托是著名的圣家圣殿的所在地，整个建筑群包括圣母广场（piazza della Madonna）周围的宗座宫。

## 外部連結
- Official website